# Stanford Linear Accelerator Center
Centrum Liniowego Akceleratora Stanforda (ang. Stanford Linear Accelerator Center, SLAC) – jeden z największych ośrodków badawczych fizyki cząstek elementarnych posiadający m.in. akcelerator liniowy LINAC o długości ponad 3 km. Ośrodek jest położony na południe od San Francisco, w  Palo Alto. Znajduje się na Uniwersytecie Stanforda. 
W zainstalowanym liniowym akceleratorze wiązek przeciwbieżnych elektronów i pozytonów uzyskiwana jest energia zderzenia do 50 GeV.

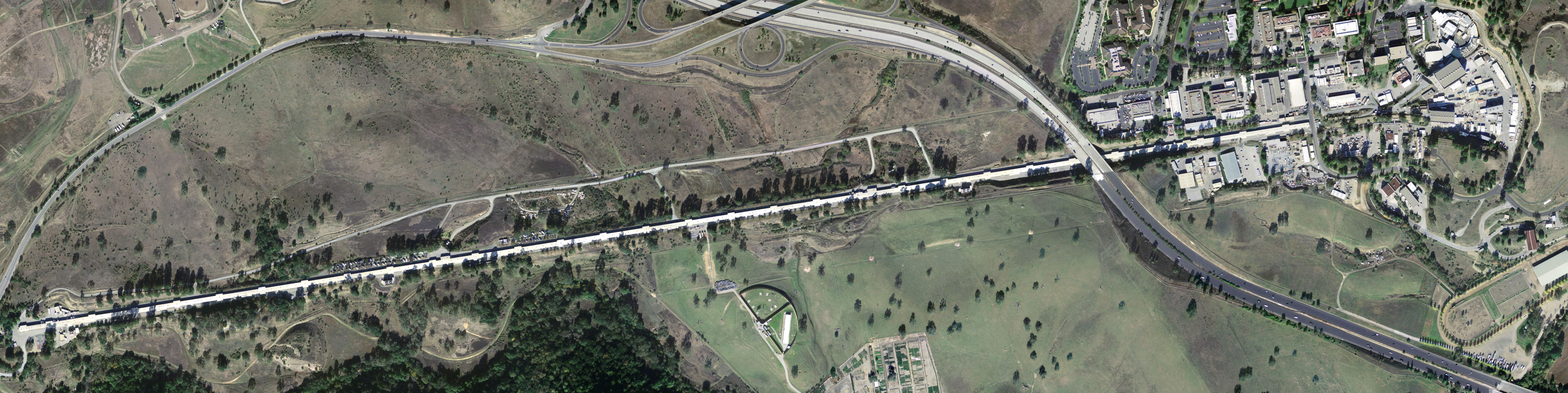
Zdjęcie lotnicze wykonane nad akceleratorem SLAC